# مقاطعة بيكسار (تكساس)
مقاطعة بيخار (بالإنجليزية: Bexar  County)‏ هي إحدى المقاطعات في ولاية تكساس، الولايات المتحدة الأمريكية، يبلغ عدد سكانها 1,714,773 نسمة طبقا لإحصاء عام 2010؛ محتلة بذلك المركز التاسع عشر في قائمة أكثر المقاطعات الأمريكية سكانا .

موقع المقاطعة في ولاية تكساس

## توأمة
لمقاطعة بيكسار (تكساس) اتفاقيات توأمة مع:
- ونجو (1 ديسمبر 2010 - )

## أعلام
- بيتر جونسون
- بيلي هووبر
- كين كوبر